# كوليانو
كوليانو ( كامبانيان : Cuglian ) هي كومونا في مقاطعة ساليرنو في منطقة كامبانيا جنوب غرب إيطاليا . ومن المحتمل أن يكون الاسم مرتبطًا بالكلمة الإيطالية كوليانو، والتي تعني قمة التل.

## الجغرافيا
تقع البلدية على حدود بوتشينو ولافيانو ومورو لوكانو ( مقاطعة بتنسة ، منطقة بزلكاتة وفالوا.